# Onthophagus baykanus
Onthophagus baykanus là một loài bọ cánh cứng trong họ Bọ hung (Scarabaeidae).